# Rue de Belfort (Toulouse)
Pour les articles homonymes, voir Rue de Belfort.
La rue de Belfort (en occitan : carrièra de Belfòrt) est une voie de Toulouse, chef-lieu de la région Occitanie, dans le Midi de la France.

## Situation et accès

### Description
La rue de Belfort est une voie publique. Elle se trouve dans le quartier de Matabiau.
Elle naît des allées Jean-Jaurès. La première partie, longue de 180 mètres et large de 8 mètres, est orientée à l'ouest. Elle donne naissance à l'étroite rue Camille-Corot, puis aboutit à l'est de la place de Belfort. Elle reprend du côté opposé, à l'ouest de la place : la deuxième partie de la rue de Belfort, orientée au nord-ouest, est longue de 123 mètres. Elle donne naissance à l'impasse de Belfort puis se termine au carrefour de la rue de Bayard.
La chaussée compte une voie de circulation automobile à sens unique, des allées Jean-Jaurès vers la place de Belfort, puis de la place de Belfort vers la rue de Bayard. Elle appartient à une zone 30 et la vitesse y est limitée à 30 km/h. Il n'existe pas de piste, ni de bande cyclable, quoiqu'elle soit à double-sens cyclable.

### Voies rencontrées
La rue de Belfort rencontre les voies suivantes, dans l'ordre des numéros croissants (« g » indique que la rue se situe à gauche, « d » à droite) :
1. Allées Jean-Jaurès
2. Rue Camille-Corot (d)
3. Place de Belfort
4. Impasse de Belfort (d)
5. Rue de Bayard

## Odonymie

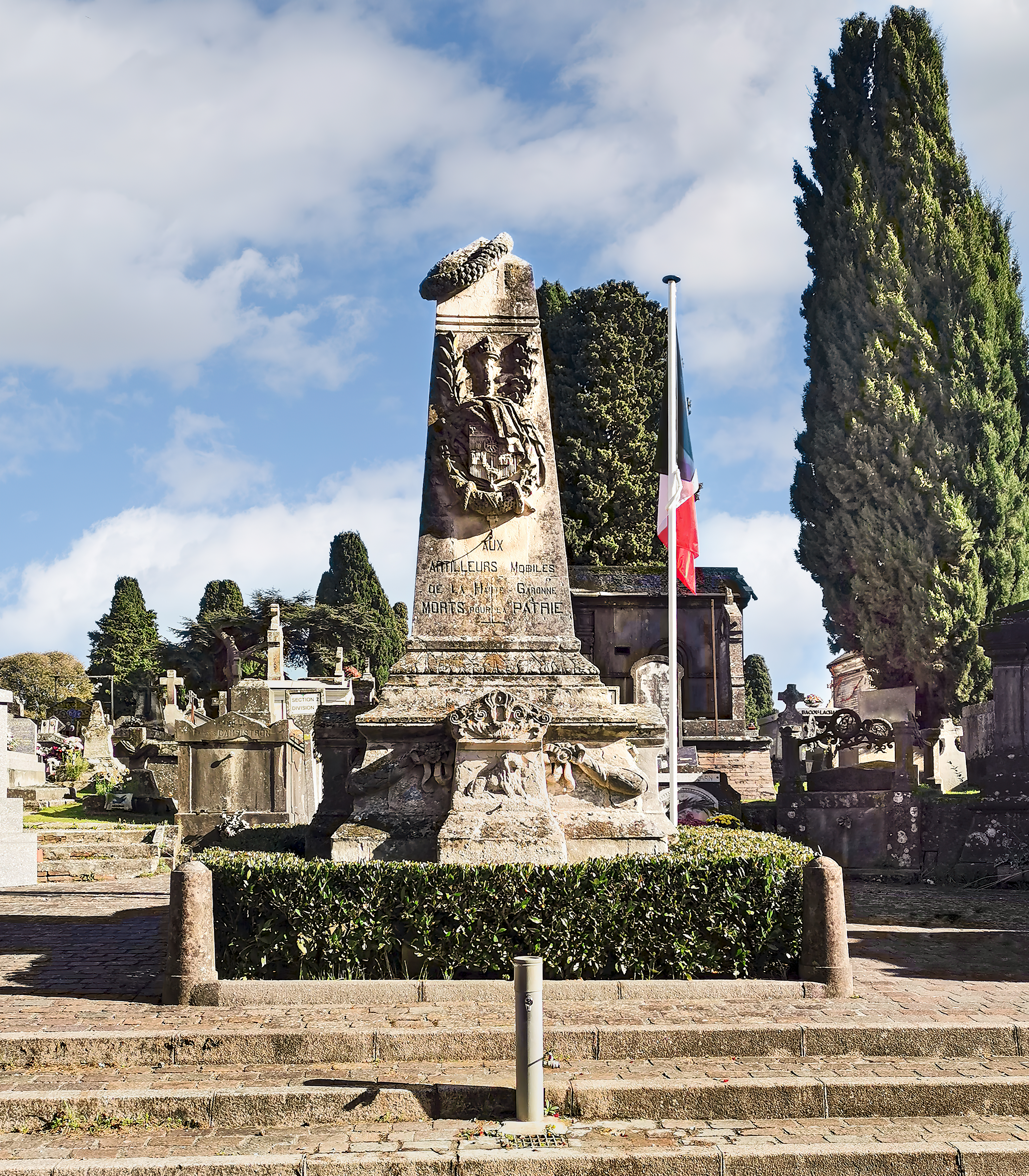
Monument aux « artilleurs mobiles de la Haute-Garonne » morts à la défense de Belfort.

Au début de la période moderne, la rue de Belfort est une partie d'un long chemin qui va de la porte Matabiau (emplacement de l'actuelle place Jeanne-d'Arc) à Terre-Cabade, sur le coteau du Calvinet (actuelles rue de Belfort, partie de la rue du Général-Jean-Compans et rue Saint-Bertrand). Il est également connu au XVIIe siècle comme le chemin du Castelet, du nom d'un domaine agricole qui se trouve là.
En 1871, la rue est nommée en commémoration de la défense de Belfort, du 3 novembre 1870 au 18 février 1871, lors de la guerre franco-allemande, à laquelle ont participé deux batteries d'artillerie de la garde mobile de la Haute-Garonne : on compte 8 officiers, dont le lieutenant Georges Ancely, et 375 sous-officiers et soldats, qui soutinrent le siège de la ville pendant 106 jours et entretinrent le moral de la population en donnant des concerts sur la grand-place. Il y eut 24 morts et 45 blessés : il existe, au cœur du cimetière de Terre-Cabade, un monument érigé en leur souvenir,.
Au cours des années suivantes, le conseil municipal s'attacha à honorer la mémoire de cette guerre par plusieurs noms de rues : la rue d'Alsace-Lorraine et la rue de Metz en 1871, la rue de Phalsbourg (actuelle rue Paul-Mériel) et le boulevard de Strasbourg en 1873, la rue de Thionville en 1876, la rue de Châteaudun et la rue de Verdun en 1878, la rue de Coulmiers en 1882, la rue de Toul en 1883. Enfin, depuis 1879, une rue du quartier porte le nom d'Aristide Denfert-Rochereau, colonel qui avait dirigé les forces françaises lors du siège.

## Histoire

### Époque contemporaine
En 1845, la municipalité décide d'accompagner le développement du faubourg Matabiau par le percement de nouvelles voies et le réaménagement des voies plus anciennes. Entre la rue de Bayard et l'allée Lafayette (actuelles allées Jean-Jaurès), la décision est prise de créer un nouveau quartier, désigné comme le quartier Bayard. Il s'organise autour d'une nouvelle place, la place du Castelet (actuelle place de Belfort), au carrefour du chemin du Castelet (actuelle rue de Belfort), du chemin de Montrabé (actuelle rue Héliot) et de la nouvelle rue Saint-Martin (actuelle rue Denfert-Rochereau) – elle forme ainsi le cœur d'une étoile de laquelle rayonnent plusieurs rues, dont le dessin est finalement approuvé en 1859 par le maire Jean Patras de Campaigno.
C'est dans ce contexte de forte croissance urbaine que le chemin du Castelet est élargi et redressé, tandis que de nouveaux immeubles sont élevés dans la deuxième moitié du XIXe siècle (actuels no 1 bis, 3 bis, 9 bis à 19, 23, 25 et 29 ; no 6, 8, 14, 16 et 20 à 32) et au début du XXe siècle (actuels no 3 et 21). Ils logent une population nombreuse, composée principalement de petits employés et d'ouvriers. Il existe d'ailleurs plusieurs usines et manufactures, telles l'usine textile des établissements Saint Frères, ouverte en 1901, spécialisée dans la fabrication de toiles d'emballage de chanvre et de lin (actuels no 2-2 bis), et la brasserie Debs, fondée en 1872 par les frères Casimir et Michel Debs (actuel no 4). C'est également dans ce contexte qu'est construite la chapelle Notre-Dame-des-Victoires, afin de desservir la population. Elle est desservie par les sœurs de Notre-Dame du Calvaire de Gramat, une congrégation religieuse à vocation enseignante, présente depuis 1864 à Toulouse, qui y ouvre deux écoles de filles.

## Patrimoine et lieux d'intérêt

### Chapelle Notre-Dame-des-Victoires

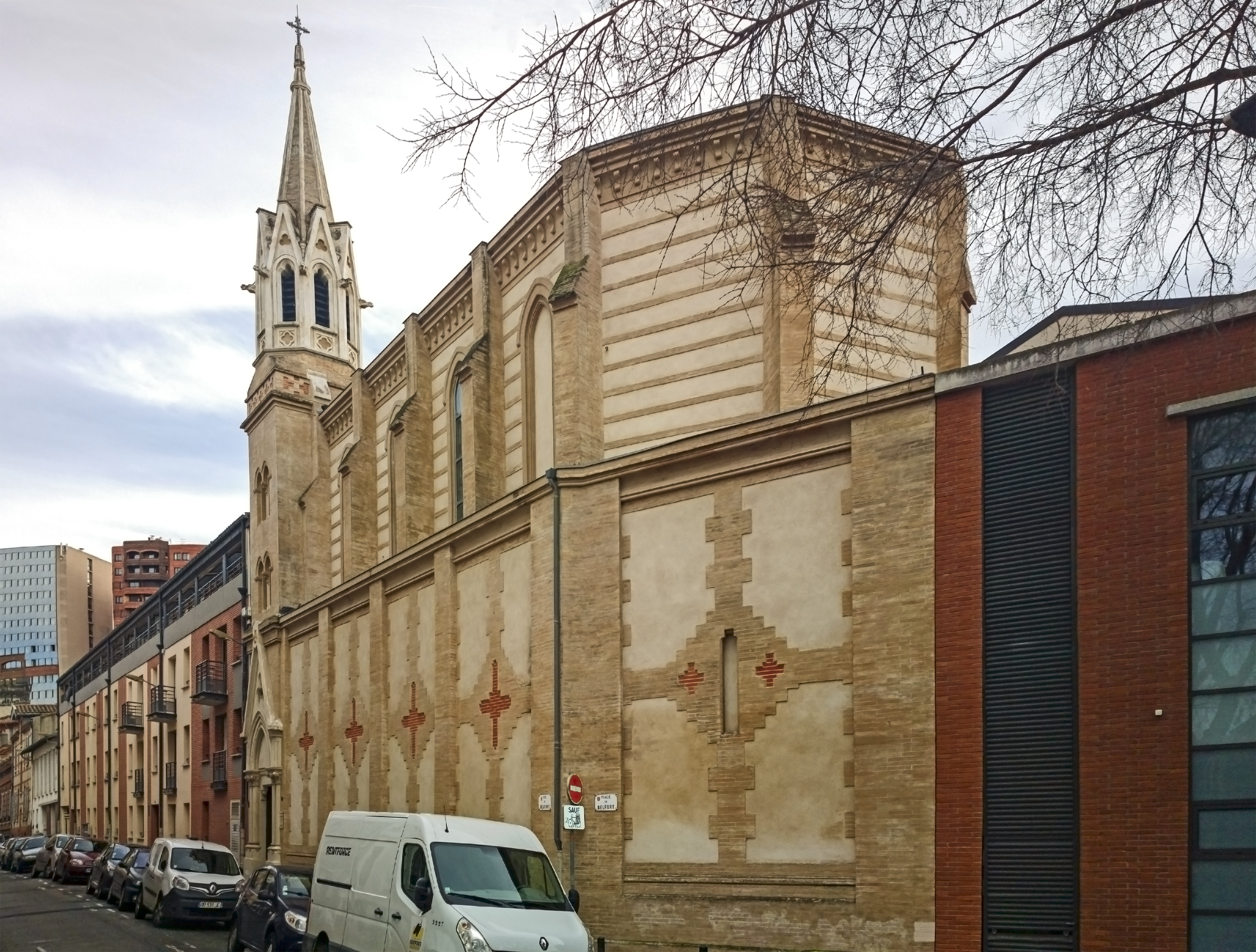
no 7 bis : façade nord de la chapelle Notre-Dame-des-Victoires.

En 1863, François Louis Léopold de Varagne, marquis de Gardouch, lègue sa maison aux Petites Sœurs des pauvres. Celles-ci, déjà établies en ville, rue Pharaon (actuel no 42), décident d'y appeler les sœurs de Notre-Dame du Calvaire de Gramat, une congrégation religieuse à vocation enseignante. À la suite de l'achat de plusieurs maisons voisines, une chapelle et deux écoles de filles sont ouvertes.
La chapelle, placée sous l'invocation de Notre-Dame des Victoires, est élevée sur les plans de l'architecte Lapierre et, achevée en 1867, bénie le 8 décembre par l'archevêque de la ville, Florian Desprez. Le clocher est terminé quelques années plus tard par l'architecte Frédéric Delor. Par la suite, la chapelle est occupée par la bibliothèque Le Castelet, animée par l'association Culture et bibliothèques pour tous (CBPT). Le 7 avril 2023, elle est finalement fermée.
L'édifice, de style néo-gothique et bâti en brique claire, s'élève le long de la rue de Belfort. Il est constitué d'une simple nef de cinq travées, séparées par des contreforts, terminée par une abside à trois pans. Les travées sont éclairées par de hautes fenêtres voûtées en ogive. Les façades, couvertes d'enduit, sont rythmées par l'alternance des bandeaux horizontaux de brique claire. Elles sont couronnées par une large corniche moulurée à modillons.

### Édifices industriels
- no  2-2 bis : usine textile Saint Frères (1901, Barthélémy Guitard)[20].

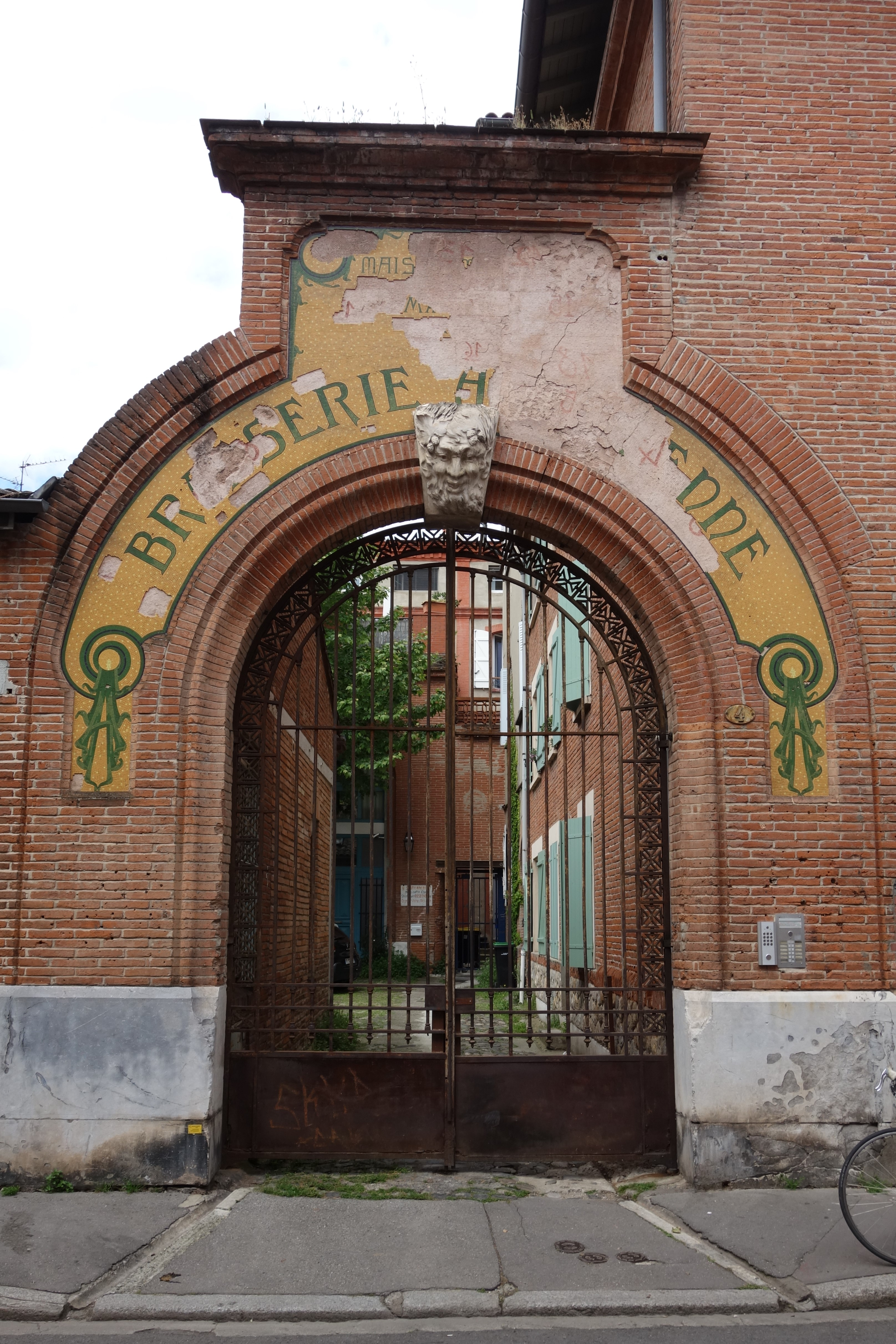
no 4 : portail de la brasserie Debs.

- no  4 : brasserie Debs. 
La première brasserie Debs est installée en 1840 par deux frères d'origine alsacienne, Casimir et Michel Debs, sur les allées Lafayette (emplacement de l'actuel no 45 allées Jean-Jaurès). En 1872, à la suite de la défaite lors de la guerre franco-allemande et de la perte de l'Alsace-Lorraine, ils s'établissent définitivement à Toulouse. La brasserie s'agrandit de nouveaux bâtiments élevés dans la rue de Belfort (emplacement de l'actuel no 3 ter). En 1896, la malterie de la brasserie et des bureaux occupent des bâtiments à l'angle de la rue Camille-Corot. En 1911, alors que l'entreprise est passée à la fille de Casimir Debs, Valentine, et son époux, Louis Rochefort, les bâtiments sont reconstruits sur les plans de l'architecte Louis Berty. Mais, dans l'entre-deux-guerres, la brasserie périclite à la suite de malversations financières : reprise en 1940 par Cladieff, les bâtiments de la rue de Belfort sont vendus et divisés entre plusieurs propriétaires, qui y réalisent entre 1941 et 1948 un certain nombre de modifications[17],[21]. 
L'édifice se compose de plusieurs différents corps de bâtiment qui s'organisent autour de deux cours. Sur la rue, l'accès à la première cour se fait par un portail monumental, voûté en plein cintre et surmonté d'un entablement rectangulaire couronné d'une corniche. L'agrafe porte une tête d'homme barbu, couronné de houblon et d'orge. L'arc est également mis en valeur par une mosaïque de style Art nouveau, aux couleurs jaune et verte, où se lit l'inscription « Brasserie Alsacienne », décorée d'entrelacs. À droite, le corps de bâtiment compte six niveaux : un sous-sol, un rez-de-chaussée, trois étages et un comble à surcroît. Les façades sont en brique, quoique le rez-de-chaussée possède un solin de moellons de pierre. Les fenêtres sont rectangulaires et ont un encadrement de ciment. L'élévation est couronnée par une large corniche[22].

### Maisons
- no  3 : maison Béteille (1905)[23].
- no  3 bis : maison Béteille (1889)[24].